# Quận Đông, Gia Nghĩa

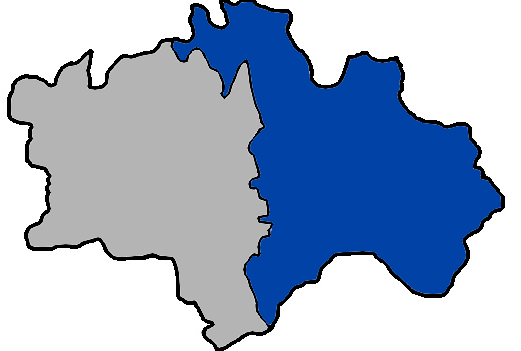
Vị trí tại thành phố Gia Nghĩa

Quận Đông (tiếng Trung: 東區; bính âm: Dōng Qū, Hán Việt: Đông khu) là một khu (quận) của thành phố Gia Nghĩa, tỉnh Đài Loan, Trung Hoa Dân Quốc (Đài Loan). Quận chiếm một nửa phía đông của thành phố và có diện tích 29,1192 km², dân số vào tháng 8 năm 2011 là 124.898 người thuộc 44.348 hộ gia đình, mật độ cư trú đạt 4289,2 người/km².